# Roberto González
Roberto González Valdés (Cidade do México, 31 de março de 1976) é um automobilista mexicano, vencedor das 24 Horas de Le Mans e do Mundial de Endurance na categoria LMP2 em 2022.

## Carreira

### Monopostos
Estreou no automobilismo em 1995, disputando a Fórmula 3 Mexicana. Competiu ainda na Indy Lights Panamericana (1998), Fórmula Chrysler Euroseries (2001) e World Series by Nissan (2002), tendo um 8º lugar em Valência como resultado mais expressivo.
Em 2003, mudou-se para a CART, inicialmente sendo anunciado como piloto da Walker Racing, mas foi preterido - Darren Manning e Rodolfo Lavín foram os pilotos da equipe. Assinou contrato com a Dale Coyne Racing, porém disputou apenas a etapa de St. Petersburg, onde abandonou na volta 21. Por insuficiência técnica, foi afastado e sua vaga foi herdada pelo malaio Alex Yoong. Voltaria a correr no GP do México, desta vez com a Herdez Competition, substituindo o experiente brasileiro Roberto Moreno. Encerrou a prova na décima colocação, marcando seus primeiros pontos na categoria, e terminou o campeonato em 24º lugar com 3 pontos ganhos.
Para 2004, González foi contratado pela PKV Racing, trazendo com ele o patrocínio do braço mexicano da Nextel. Não teve um bom desempenho, apesar de ter conseguido emplacar 5 top-10. Seu melhor resultado na temporada (e na categoria) um 7º lugar na etapa de Cleveland, encerrando a temporada em 15º, com 136 pontos. Ciente de que não teria chance em outra equipe em 2005, deixou a Champ Car.

## Carreira no Endurance

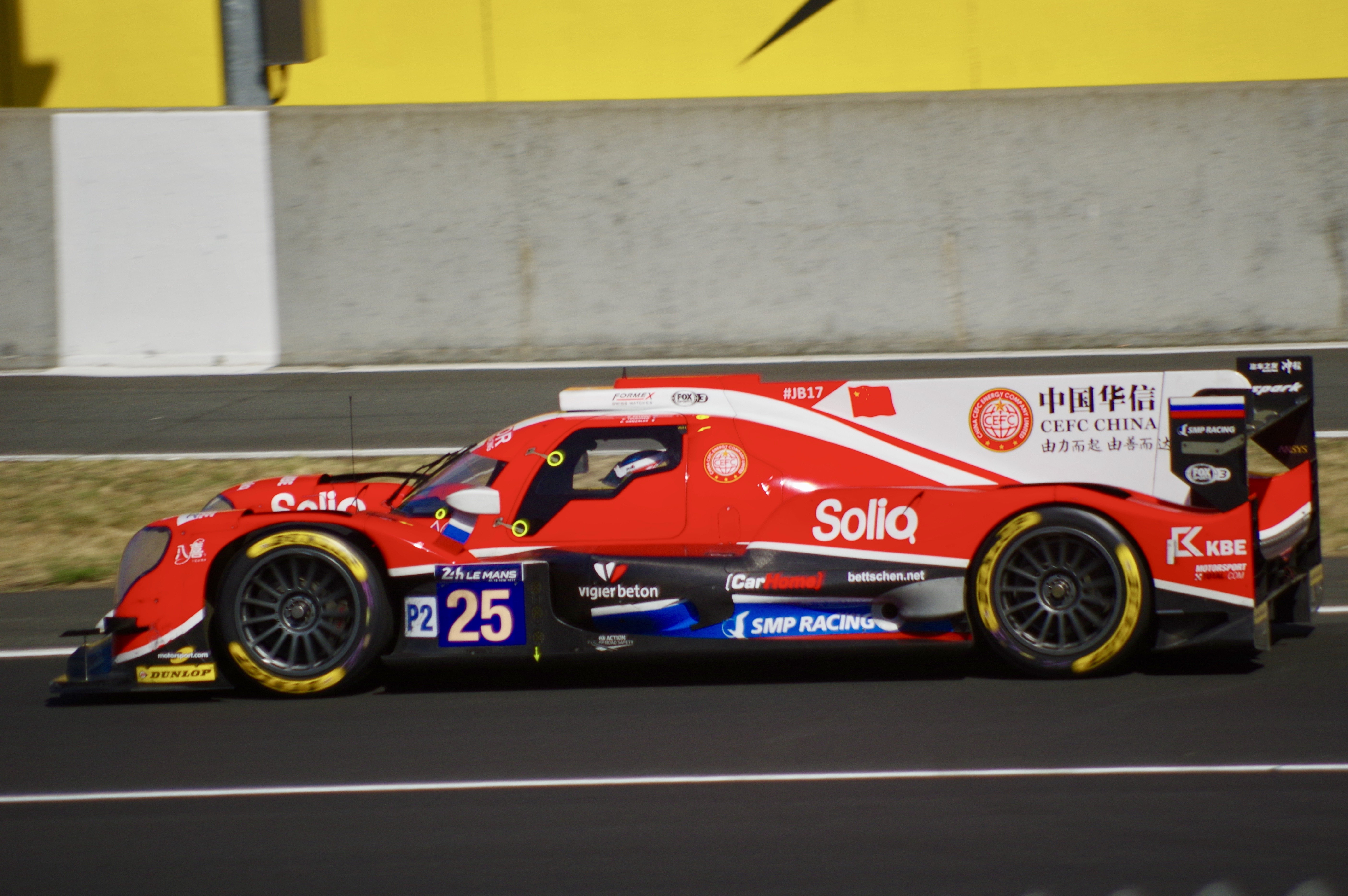
Oreca 07 Gibson da CEFC Manor TRS Racing pilotado por González, Vitaly Petrov e Simon Trummer em 2017.

Após 6 anos fora das pistas, voltou a competir em março de 2012 ao ser contratado pela RSR Racing para disputar as 24 Horas de Sebring, ao lado do brasileiro Bruno Junqueira e do norte-americano Tomy Drissi, pilotando na classe LMPC. O ponto alto de sua carreira foi a conquista da categoria LMP2 do Mundial de Endurance em 2022, vencendo inclusive as 24 Horas de Le Mans em parceria com o português António Félix da Costa e o britânico Will Stevens, que pilotaram um Oreca 07-Gibson da Jota Sport. Ele ainda competiu em provas da American Le Mans Series, IMSA SportsCar Championship e European Le Mans Series até 2022.

## Vida pessoal
Seu irmão mais novo, Ricardo González, também seguiu carreira no automobilismo, principalmente em corridas de protótipos - venceu as 24 Horas de Le Mans de 2013 na categoria LMP2.
Fora das pistas, fundou a empresa de gestão de investimentos Soliq e é também membro do conselho da EPM, empresa que desenvolve medicamente a base de Cannabis.

## Resultados

### CART/Champ Car
| Ano  | Equipe             | No. | Chassis     | Motor                 | 1      | 2     | 3      | 4      | 5     | 6      | 7      | 8      | 9      | 10     | 11    | 12     | 13     | 14     | 15  | 16  | 17     | 18  | 19  | Posição | Pontos | Ref   |
| ---- | ------------------ | --- | ----------- | --------------------- | ------ | ----- | ------ | ------ | ----- | ------ | ------ | ------ | ------ | ------ | ----- | ------ | ------ | ------ | --- | --- | ------ | --- | --- | ------- | ------ | ----- |
| 2003 | Dale Coyne Racing  | 11  | Lola B02/00 | Ford-Cosworth XFE V8t | STP 17 | MTY   | LBH    | BRH    | LAU   | MIL    | LS     | POR    | CLE    | TOR    | VAN   | ROA    | MDO    | MTL    | DEN | MIA |        |     |     | 24°     | 3      | [ 8 ] |
| 2003 | Herdez Competition | 4   | Lola B02/00 | Ford-Cosworth XFE V8t |        |       |        |        |       |        |        |        |        |        |       |        |        |        |     |     | MXC 10 | SRF | FON | 24°     | 3      | [ 8 ] |
| 2004 | PKV Racing         | 21  | Lola B02/00 | Ford-Cosworth XFE V8t | LBH 14 | MTY 9 | MIL 12 | POR 10 | CLE 7 | TOR 13 | VAN 13 | ROA 16 | DEN 12 | MTL 10 | LS 14 | LVS 10 | SRF 11 | MXC 12 |     |     |        |     |     | 15º     | 136^   | [ 9 ] |

- * Novo sistema de pontuação introduzido em 2004.